# 王家楨
王 家楨（おう かて、1899年（光緒25年） - 1984年12月28日）は中華民国・中華人民共和国の政治家・外交官。初めは北京政府の直隷派、奉天派の政治家で、国民政府では張学良の配下として外交畑で活動している。字は樹人。民国時代の政治家・莫徳恵の甥。

## 事績

### 張父子の配下として

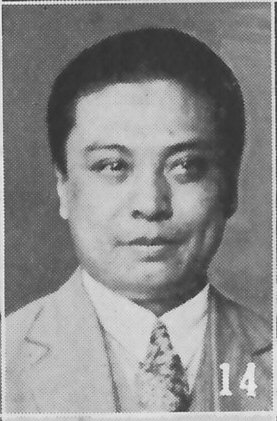
王家楨別影（『最新支那要人伝』1941年）

国立北京大学法科を卒業後、日本に留学して慶應義塾大学部理財科で学ぶ。卒業後に帰国し、北京政府交通部法律編輯局書記官となる。孫文（孫中山）が護法運動を開始すると、南下してこれに参加し、広州大元帥府秘書となる。しかし、後に北京政府に戻って直隷派の呉佩孚の秘書となり、日本との連絡役をつとめた。呉が失脚した後は、莫徳恵の甥という関係を利用して奉天派の張作霖に付き、大元帥秘書、外交部秘書をつとめた。
張作霖死後、張学良が後継すると、王家楨は引き続きその配下となる。張学良の易幟後に、東北辺防軍司令長官公署外交機要処主任に任ぜられた。1930年（民国19年）4月、国民政府で王は外交部常務次長に抜擢され、さらに外交部特派威海衛接収専員、日本租界回収委員会委員長もつとめている。翌年、満州事変（九・一八事変）で張学良が失脚すると、王も同様に要職から離れた。

### 国民政府、中華人民共和国での活動
しかし、まもなく王家楨は国民政府に復帰し、外交部顧問、国際連盟代表、中央政治委員会外交委員会委員を歴任した。1934年（民国23年）10月、軍事委員会委員長東北行営経済委員会委員に任ぜられる。翌年5月、監察院監察委員になり、1937年（民国26年）5月には国民政府主席東北行轅政務委員会委員に任ぜられたが、同月にただちに罷免された。翌1938年（民国27年）6月、第1期国民参政会参政員となる（第2期でも就任）。以後、蔣介石政権において対日外交の「ブレーン・トラスト」と目された。
1945年（民国34年）、王家楨は中国代表団顧問として、サンフランシスコで開催された国際連合成立式典に出席する。日中戦争（抗日戦争）終結後、東北生産管理局局長、東北政務委員会常務委員を歴任した。蔣介石からの台湾行きの命令を拒否し、中華人民共和国建国後も大陸に留まる。以後、中国人民外交学会に所属したほか、中国国民党革命委員会（民革）中央委員となり、第2期から第6期で中国人民政治協商会議全国委員会委員をつとめた。1984年12月28日、北京市にて死去。享年86。

### 田中上奏文入手者との説
王家楨は、いわゆる「田中上奏文」を入手した人物として言及されることがある。ただし、中国側へどのように上奏文が伝播したかについては諸説存在する（詳細は「田中上奏文#田中上奏文の来歴」を参照）。

## 注
1. ↑  徐主編（2007）、138頁と劉主編（2005）、209頁による。『双城県志』は1897年とする。
2. ↑  現在は黒竜江省の所管。
3. 1 2 3 4  徐主編（2007）、138頁。
4. 1 2 3  東亜問題調査会編（1941）、10頁。
5. 1 2 3  劉主編（2005）、209頁。